# Simon Tege
Simon Tege (születési év: kb. 2007–2008) romániai cselgáncsozó, az U18-as korosztály egyik kiemelkedő versenyzője. Több nemzetközi és országos versenyen ért el dobogós helyezéseket, köztük aranyérmet az Európa-kupa-sorozatban.

## Pályafutása
Simon Tege az U18 korosztályban versenyez, 50 kg, majd 60 kg súlycsoportban. A Román Cselgáncsszövetség válogatott kerettagja, és rendszeresen képviseli Romániát nemzetközi versenyeken.

### 2024
- Áprilisban a csehországi Teplice városában megrendezett ifjúsági Európa-kupa versenyen az aranyérmet szerezte meg a –50 kg-os kategóriában. Minden mérkőzését ipponnal nyerte, a döntőben az ukrán Nikita Batalint győzte le.[1]
- Márciusban a szlovákiai Somorján megrendezett Európa-kupán a 9. helyen végzett.[2]
- Júniusban részt vett az U18-as ifjúsági Európa-bajnokságon Szófiában, ahol egy győztes és egy vesztes mérkőzéssel kiesett.[3]

### 2025
- Februárban a romániai országos bajnokságon (U18, Bukarest) 60 kg-ban aranyérmet szerzett, klubtársát legyőzve a döntőben.[4]
- Májusban bronzérmet nyert a boszniai Bihácsban megrendezett Balkán-bajnokságon, szintén 60 kg-ban.[5]
- A lengyelországi Bielsko-Biała-ban rendezett Európa-kupa-versenyen a 7. helyet szerezte meg.[6]

## Külső hivatkozások
- JudoBase – Nemzetközi Judo Szövetség versenyprofil